# Plinia pilosa
Plinia pilosa är en insektsart som beskrevs av William Lucas Distant 1909. Plinia pilosa ingår i släktet Plinia och familjen spottstritar. Inga underarter finns listade i Catalogue of Life.